# Goodnight Nobody
Pour plus de détails, voir Fiche technique et Distribution.
Goodnigth Nobody est un film germano-suisse réalisé par Jacqueline Zünd et sorti en 2010.

## Fiche technique
- Titre : Goodnigth Nobody
- Réalisation : Jacqueline Zünd
- Scénario : Jacqueline Zünd
- Photographie : Nikolai von Graevenitz et Lorenz Merz
- Son : Andreas Prescher
- Musique : Marcel Vaid
- Montage : Marcel Ramsay
- Sociétés de production : DOCMINE Productions AG - mixtvision Mediengesellschaft mBH - SRF Schweizer Radio und Fernsehen
- Pays d'origine :  Suisse -  Allemagne
- Durée : 75 minutes
- Date de sortie : Suisse - avril 2010

## Distinctions

### Récompenses
- Prix George Foundation - Meilleur film suisse « Newcomer » au festival Visions du réel 2010[1]
- Prix Anna-Politkovskaïa du meilleur long métrage documentaire au Festival international de films de femmes de Créteil 2011[2]

### Sélections
- Festival de Cannes 2011 (programmation ACID)[3]
- Festival du nouveau cinéma de Montréal 2011
- Festival du film de Vendôme 2011